# Clash at the Castle (2022)
Clash at the Castle 2022 là một sự kiện đấu vật chuyên nghiệp trả tiền cho mỗi lần xem (PPV) và phát trực tiếp được tổ chức bởi WWE. Nó được tổ chức cho các đô vật từ các show Raw và SmackDown. Sự kiện diễn ra vào thứ Bảy, ngày 3 tháng 9 năm 2022, tại Sân vận động Thiên niên kỷ ở Cardiff, xứ Wales, đánh dấu sự kiện sân vận động lớn đầu tiên của WWE diễn ra tại Vương quốc Anh kể từ SummerSlam năm 1992 và là PPV Vương quốc Anh đầu tiên của WWE kể từ Insurrextion năm 2003. The tiêu đề của sự kiện có liên quan đến Lâu đài Cardiff, nằm gần Sân vận động Principality.
Bảy trận đấu đã được diễn ra tại sự kiện, bao gồm một trận đấu trong trận đấu Kickoff. Trong trận đấu tâm điểm, Roman Reigns đã đánh bại Drew McIntyre để giữ lại đai vô địch Undisputed WWE Universal Championship. Trong các trận đấu nổi bật khác, Seth "Freakin" Rollins đánh bại Matt Riddle, Gunther đánh bại Sheamus để giữ lại đai vô địch WWE Intercontinental Championship, và trong trận đấu mở màn, Damage Control (Bayley, Dakota Kai và Iyo Sky) đánh bại Bianca Belair, Alexa Bliss và Asuka trong một trận đấu đồng đội sáu người. Sự kiện này cũng đáng chú ý với màn ra mắt chính của Giovanni Vinci của NXT, người đã gia nhập lại Gunther và Ludwig Kaiser để cải tổ Imperium, và Solo Sikoa, một trong những người anh em họ của Reigns và là em trai của The Usos (Jey Uso và Jimmy Uso), do đó chính thức gia nhập The Bloodline. Sự kiện này đã nhận được sự hoan nghênh nhiệt liệt từ người hâm mộ và các nhà phê bình, trong đó họ khen ngợi trận đấu Intercontinental Championship, cùng với sự kiện chính và hầu hết các trận đấu.

## Tổ chức
| Vai trò                          | Tên               |
| -------------------------------- | ----------------- |
| Bình luận viên tiếng Anh         | Michael Cole      |
| Bình luận viên tiếng Anh         | Corey Graves      |
| Bình luận viên tiếng Anh         | Byron Saxton      |
| Bình luận viên tiếng Tây Ban Nha | Marcelo Rodriguez |
| Bình luận viên tiếng Tây Ban Nha | Jerry Soto        |
| Thông báo viên sàn đấu           | Samantha Irvin    |
| Trọng tài                        | Shawn Bennett     |
| Trọng tài                        | Dan Engler        |
| Trọng tài                        | Jessika Carr      |
| Trọng tài                        | Eddie Orengo      |
| Trọng tài                        | Charles Robinson  |
| Trọng tài                        | Rod Zapata        |
| Người điều khiển trước trận đấu  | Jackie Redmond    |
| Người điều khiển trước trận đấu  | Matt Camp         |
| Người điều khiển trước trận đấu  | Peter Rosenberg   |

### Pre-show
Madcap Moss đã hợp tác với The Street Profits (Angelo Dawkins và Montez Ford) để đối mặt với đội của Austin Theory và Alpha Academy (Chad Gable và Otis) trong trận đấu nhóm sáu người. Cuối cùng, Ford đã biểu diễn cú From the Heavens vào Gable để giành chiến thắng trong trận đấu.

### Các trận đấu khác
Alexa Bliss, Asuka và Raw Women's Champion Bianca Belair đối mặt với Damage Control (Bayley, Dakota Kai và Iyo Sky) trong trận đấu đồng đội sáu người. Cuối cùng, Sky thực hiện một cú Moonsault vào Belair và Bayley rồi ghim Belair để giành chiến thắng trong trận đấu.
Gunther (cùng với Imperium (Giovanni Vinci và Ludwig Kaiser)) bảo vệ đai vô địch Intercontinental Championship trước Sheamus (cùng với The Brawling Brutes (Butch và Ridge Holland)). Trước khi trận đấu diễn ra, một cuộc ẩu đả đã xảy ra giữa The Brawling Brutes và Imperium, trong khi Sheamus và Gunther nhìn chằm chằm vào nhau trên võ đài. Trong trận đấu, Sheamus đã thực hiện cú White Noise và Celtic Cross trên Gunther gần như giành chiến thắng. Trong những khoảnh khắc kết thúc, Gunther chống lại cú Brogue Kick từ Sheamus và thực hiện cú powerbomb và lariat vào Sheamus để giữ lại danh hiệu. Sau trận đấu, Sheamus đã nhận được sự hoan nghênh nhiệt liệt từ đám đông.
Liv Morgan bảo vệ đai vô địch SmackDown Women's Championship trước Shayna Baszler. Cuối cùng, Morgan thực hiện cú Oblivion trên Baszler để giữ lại danh hiệu.
Edge và Rey Mysterio (đi cùng với Dominik Mysterio) đối mặt với The Judgment Day (Damian Priest và Finn Bálor; cùng với Rhea Ripley). Trong những giây phút kết thúc, Rey và Edge lần lượt thực hiện cú 619 và Spear trên Bálor để giành chiến thắng trong trận đấu. Sau trận đấu, Dominik tấn công cả Edge và cha của anh ta, Rey, do đó trở thành người phản diện trong khi The Judgment Day cười nhạo Dominik.
Matt Riddle đối mặt với Seth "Freakin" Rollins. Khi Rollins cố gắng lăn cùi chỏ, Riddle đã phản công và áp dụng đòn  triangle choke vào Rollins. Rollins phản đối sự phục tùng và thực hiện Bro Derek trên Riddle cho một sự sụp đổ gần như. Rollins đã chế nhạo đồng đội của Riddle là Randy Orton, bằng cách thực hiện cú Hangman's DDT trên Riddle. Bên ngoài sàn đấu, Riddle ném Rollins lên bàn bình luận và cố gắng tấn công Rollins bằng một chiếc ghế sắt, chỉ để Rollins tránh được Riddle. Khi Riddle trở lại võ đài, Rollins thực hiện cú Stomp. Trong những giây phút kết thúc, Rollins thực hiện cú Stomp vào Riddle lần thứ hai từ sợi dây giữa sàn đấu để giành chiến thắng trong trận đấu.

### Trận đấu tâm điểm
Roman Reigns bảo vệ đai vô địch Undisputed WWE Universal Championship trước Drew McIntyre. Trong trận đấu, khi Reigns cố gắng thực hiện cú Superman Punch, McIntyre đã phản công và thực hiện cú Future Shock DDT. Reigns sau đó đã thực hiện cú Spear vào McIntyre. Reigns đã áp dụng đòn Guillotine lên McIntyre, người đã trốn thoát. Khi McIntyre thực hiện cú Claymore trên Reigns, Reigns đã bất cẩn va vào trọng tài, khiến ông ta nằm xuống sàn đấu. Austin Theory chạy ra ngoài và cố gắng lấy Money in the Bank contract để được tham gia trận đấu, tuy nhiên, võ sĩ quyền Anh chuyên nghiệp và người gốc Anh Tyson Fury, người ở hàng đầu, đã hạ gục anh ta. Reigns sau đó đã lấy được một chiếc ghế và bước vào sàn đấu, tuy nhiên, McIntyre đã thực hiện cú Claymore trong Reigns. Khi Reigns thực hiện một cú Superman Punch, McIntyre đã thực hiện cú Spear vào Reigns. McIntyre sau đó thực hiện thêm cú Claymore trên Reigns, chỉ có Solo Sikoa của NXT, một người em họ của Reigns, đến kéo trọng tài ra ngoài sàn đấu. Reigns sau đó đã thực hiện cú Spear trên McIntyre để giữ lại danh hiệu. Sau trận đấu, Fury bước vào võ đài và bắt tay Reigns. Fury sau đó nghiêng về McIntyre thất vọng, người đang ngồi ở góc sàn đấu, và tuyên bố rằng bất kể kết quả như thế nào, McIntyre vẫn khiến đất nước của anh ấy tự hào. Fury sau đó dẫn McIntyre và đám đông hát "American Pie" và "Sweet Caroline".

## Kết quả
| #                                                                                     | Kết quả | Thể loại                                                     | Thời gian |
| ------------------------------------------------------------------------------------- | --- | ------------------------------------------------------------ | --------- |
| 1P                                                                                    | Madcap Moss và The Street Profits (Angelo Dawkins và Montez Ford) đánh bại Austin Theory và Alpha Academy (Chad Gable và Otis) bằng đòn kết liễu   | Trận đấu đồng đội sáu người                                  | 6:29      |
| 2                                                                                     | Damage Control (Bayley, Dakota Kai và Iyo Sky) đánh bại Bianca Belair, Alexa Bliss và Asuka bằng đòn kết liễu                                      | Trận đấu đồng đội sáu người                                  | 18:44     |
| 3                                                                                     | Gunther (c) (với Imperium (Ludwig Kaiser và Giovanni Vinci)) đánh bại Sheamus (với The Brawling Brutes (Ridge Holland và Butch)) bằng đòn kết liễu | Trận đấu đơn tranh đai WWE Intercontinental Championship     | 19:33     |
| 4                                                                                     | Liv Morgan (c) đánh bại Shayna Baszler bằng đòn kết liễu                                                                                           | Trận đấu đơn tranh đai WWE SmackDown Women's Championship    | 11:02     |
| 5                                                                                     | (Edge và Rey Mysterio) (với Dominik Mysterio) đánh bại The Judgment Day (Finn Bálor và Damian Priest) (với Rhea Ripley) bằng đòn kết liễu          | Trận đấu đồng đội                                            | 12:35     |
| 6                                                                                     | Seth "Freakin" Rollins đánh bại Matt Riddle bằng đòn kết liễu                                                                                      | Trận đấu đơn                                                 | 17:22     |
| 7                                                                                     | Roman Reigns (c) đánh bại Drew McIntyre bằng đòn kết liễu                                                                                          | Trận đấu đơn tranh đai Undisputed WWE Universal Championship | 30:47     |
| - (c) – chỉ người vô địch bước vào trận đấu - P – chỉ trận đấu diễn ra trong pre-show | |                                                              |           |